# Konrad Motorsport
Konrad Motorsport est une écurie de course automobile d'origine autrichienne ,actuellement basée à Verl en Rhénanie-du-Nord-Westphalie. Fondée par le pilote autrichien Franz Konrad en 1974, l'écurie  a surtout fait courir des Porsche mais aussi des Ferrari, des Lamborghini et des Saleen. 
Elle a participé à de nombreux championnats tels que le Grand Tourisme, le championnat du monde des voitures de sport, le championnat BPR ou le championnat FIA GT.
Afin de participer au Championnat du monde des voitures de sport 1991, l'écurie a conçu et produit la Konrad KM-011, un prototype doté d'un moteur Lamborghini V12 3,5 litres. Cette voiture n'a marqué aucun point lors de cette compétition et n'a été alignée que lors des saisons 1991 et 1992,

## Histoire

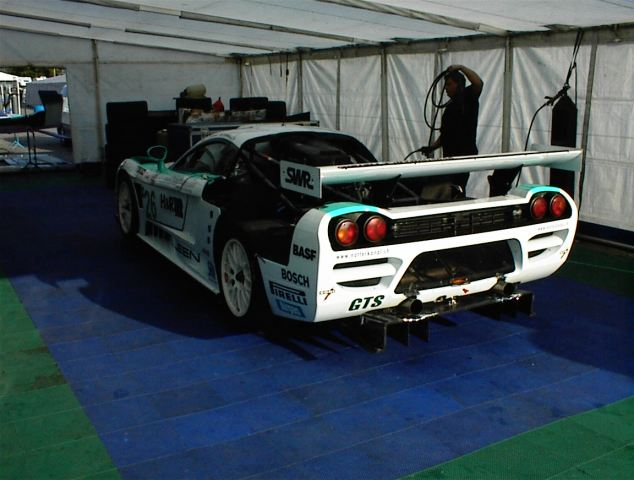
La Saleen S7-R en ALMS 2002

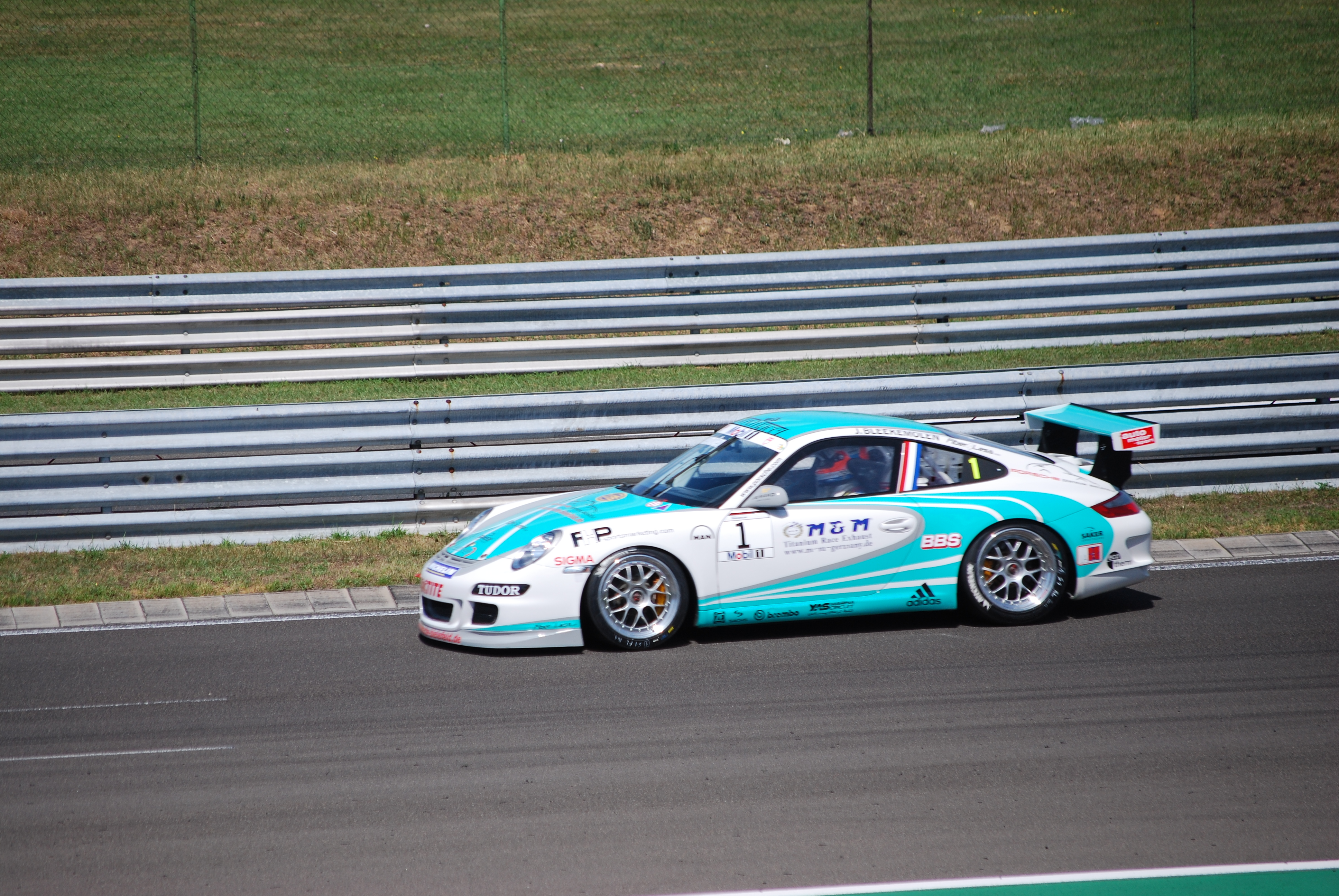
Jeroen Bleekemolen en Porsche Supercup 2009

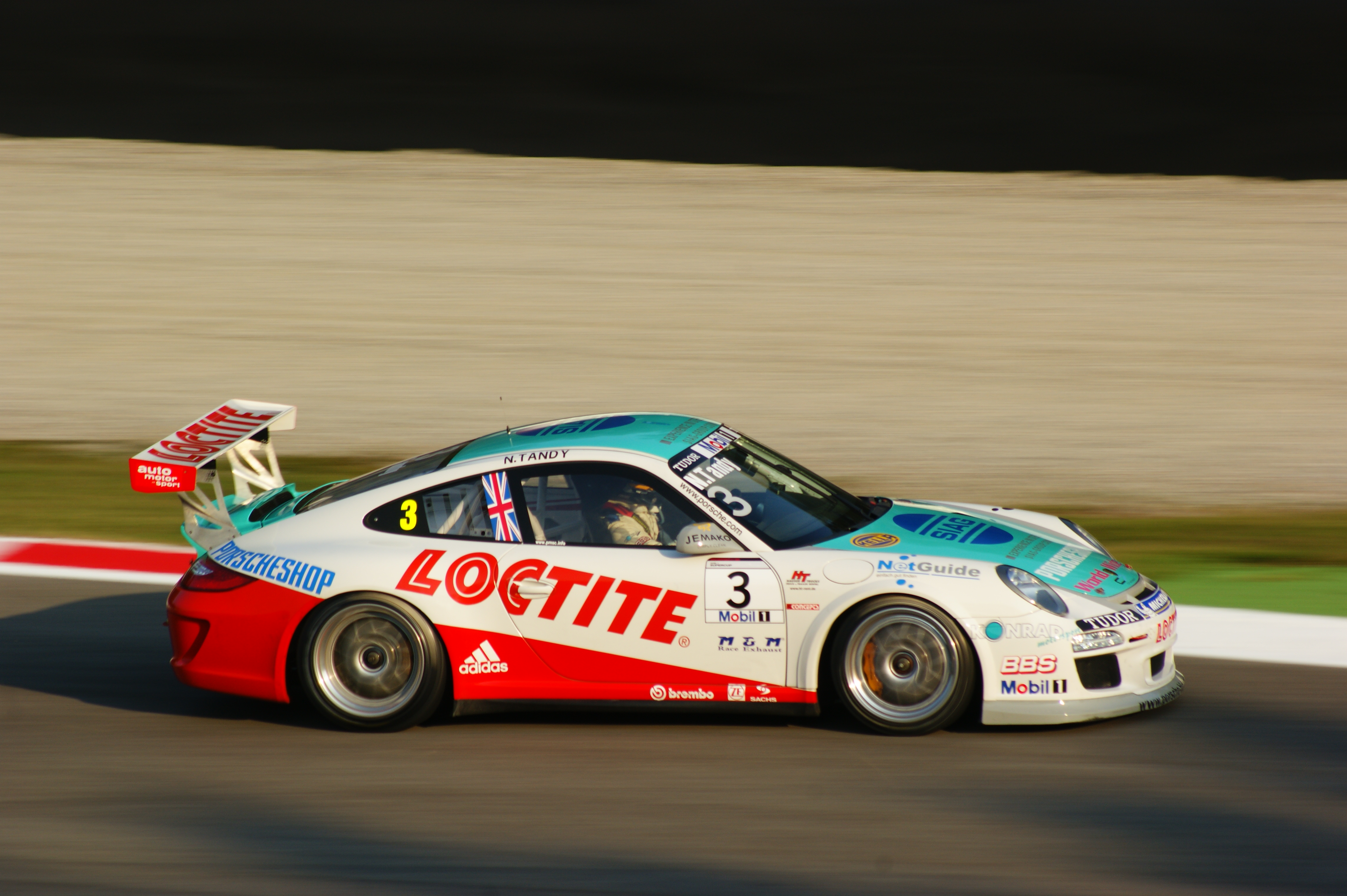
Nick Tandy en Porsche Supercup 2011

## Palmarès

### Championnat du monde des voitures de sport
- 1990 : Participe avec la Porsche 962 C #CK6/04 assemblé par le Kremer Racing. Meilleur résultat, 12e à Mexico.
- 1991 : 10e du championnat avec 6 points

### American Le Mans Series
- Titre pilote dans la catégorie GTS en 2001 avec Terry Borcheller sur une Saleen S7-R
- 5e et vainqueur de la catégorie GT2 des 12 Heures de Sebring en 1998 avec les pilotes Nick Ham et Franz Konrad
- 6e et vainqueur de la catégorie GTS des 12 Heures de Sebring en 2001 avec les pilotes Terry Borcheller, Oliver Gavin et Franz Konrad

### Championnat FIA GT
- Trois victoires lors de la saison 2004 en collaboration avec le Vitaphone Racing sur une Saleen S7-R pilotée par Michael Bartels et Uwe Alzen.

### Porsche Supercup
- Vainqueur par équipe en 2008 et 2009
- Vainqueur du classement pilote en 2009 avec Jeroen Bleekemolen
- Vice-champion par équipe en 2010
- Vice-champion pilote en 2010 avec Nick Tandy

### Porsche Carrera Cup Germany
- Champion en 2011 avec Nick Tandy
- Vice-champion par équipe en 2010 et 2011
- Vice-champion pilote en 2010 avec Nick Tandy

### 24 Heures du Nürburgring
- Vainqueur en 1993 avec une Porsche 911 Carrera et les pilotes Tonico de Azevedo, Örnulf Wirdheim, Frank Katthöfer et Franz Konrad

### Mil Milhas Brasil
- Vainqueur en 1993 avec une Porsche 911 Carrera et les pilotes Antônio Hermann, Franz Prangemeier et Franz Konrad
- Vainqueur en 1995 avec une Porsche 993 et les pilotes Antônio Hermann, Wilson Fittipaldi et Franz Konrad